# 軟母音
軟母音（なんぼいん）（またペアをなす硬母音）は一部の日本のロシア語学文献のみに記述されている誤った概念である。ロシア語で硬軟区分があるのは子音(硬子音・軟子音)であり、軟/硬母音は定義できない（学術用語ではない）。音声学的にも軟母音は存在しない。
軟/硬母音は多くの日本の文献に記されているにもかかわらず首尾一貫した説明がなされて来なかった。

## 誤った記述の典型例
スラブ語においては一般に「硬音」と「軟音」とは対になる概念である。子音に硬子音と軟子音の区別があり、ロシア語の表記体系では子音の硬軟を示すために①硬音符・軟音符を用いる手段と②硬母音字・軟母音字を用いる手段が用意されている。子音に母音が後続しない場合は、子音字の直後に硬音符 ъ あるいは軟音符 ь を置く（e.g. подъём [padˈjom], пью [pʲˈju]）。ただし硬音符は硬子音に [j] が後続する場合にのみ用い、それ以外は硬音符を付けない。一方、子音に母音が後続する場合は硬母音字・軟母音字を用い、それぞれ直前の子音が硬子音あるいは軟子音であることを表す（e.g. рад [ˈrat], ряд [ˈrʲat]）。ただし、先行子音が軟音 [j] である場合は軟母音字単体で [j]＋母音の結合を表す（e.g. я [ˈja]）。
ロシア語の硬母音字は а（アー）、о（オー）、у（ウー）、э（エー）、ы（ウィー）で、軟母音字は я（ヤー）、ё（ヨー）、ю（ユー）、е（イェー）、и（イー）である。
これらの硬母音字と軟母音字の対応関係について、多くのロシア語入門書では次のような表が示されている。
| 音素     | /a/ | /o/ | /u/ | /e/ | /i/ |
| 硬母音字 | а   | о   | у   | э   | ы   |
| 軟母音字 | я   | ё   | ю   | е   | и   |

軟母音字には、上述の通り直前の子音の軟音性 [◌ʲ] を示しつつ母音を表す機能と、軟子音 [j] と母音の結合を表す機能の2つが存在する。一般向けの入門書ではこれら2通りの機能を明確に説明せずに上のような表を示すため、「硬母音字・軟母音字」と名付けられている意図が学習者には見えづらくなっている。結果として母音に硬軟の区別が存在するかのような誤解を招く可能性が出てくる。このような背景から、この用語の妥当性を疑問視する立場が存在する。

## 問題点

### 定義できない
これは学術用語としての致命的欠陥である。多くは無定義語として軟母音(また硬母音)を使用しているのみ。音声学的な定義も発音記号による説明もされない。あるいは詭弁論法によるごまかし（典型例は「ロシア人にとって柔らかく聞こえるから軟母音なのだ」といった類い(匹田 2016, p. 13)）がなされているにすぎない。
この点、軟子音が硬口蓋化音として明確に定義され、発音記号も明確に示される（たとえばキリル文字 в の発音記号は硬子音 [v]、軟子音 [vʲ] である）のと対照的である。

### ロシアにおけるロシア語学では軟母音(また硬母音)という術語は存在しない
(黒岩 2015)を参照。したがって、軟母音・硬母音なる言葉を使わずとも硬子音・軟子音だけですべてを説明できるし、説明せねばならない。

### я ю е ё は母音（母音文字）ではない
『文字 я [já], ю [jú], е [jé], ё [jó]は、語頭か母音の直後での子音 [j] と母音の結合を表します。』(ゴルボフスカヤ&安岡 2016, p. 21)
と書かれている通り、子音と母音の結合は母音ではない。日本語の「や」「ゆ」「よ」が母音（母音文字）でないのと同じ。
ロシア語の母音（母音文字）は а и (ы) у э о である（ы に関しては学説によって и とは独立の母音と認めるか否かの対立がある）。
以上を踏まえず純粋な母音と子音母音結合を混同した結果、
『ロシア語の母音は5個ですが，母音を表す文字（母音字）はа, э, о, у, ы, я, е, ё, ю, иの計10個あります。』(母音字の発音) 東京外国語大学言語モジュール
のような誤った説明がなされることになる。

### 硬子音・軟子音への理解を妨げる
文法書によってはロシア語発音の一大特長である子音の硬軟（硬子音・軟子音）にまったく触れることなく、軟母音・硬母音しか記述されないものがあるが、本末転倒である。

### 格変化に関する誤った説明の基礎になっている
たとえば形容詞硬変化・軟変化の説明において「語尾 -ый, -ой には硬母音 ы, о が含まれるから硬変化、語尾 -ий には軟母音 и が含まれるから軟変化」と説明されることが多い。しかし音に硬軟があるのは子音だけであるのでこの説明には根拠がない。正しくは語幹末子音が硬子音になるのが硬変化、軟子音になるのが軟変化である。またロシアでは名詞について硬変化・軟変化の区別は行なわれていない。